# Actinia equina
Actinie rouge, tomate de mer, actinie chevaline, actinie commune, cubasseau
Espèce
Actinia equina, l'actinie rouge, aussi appelée tomate de mer, actinie chevaline, actinie commune ou cubasseau, est une espèce d’anémone de mer très courante notamment en Méditerranée, près des côtes. Elle vit dans la zone intertidale (très réduite en Méditerranée), accrochée aux rochers. Lorsqu'il est émergé, l'animal rétracte son corps et ses tentacules en une boule compacte d'un brun ou rouge brillant, ce qui lui vaut son nom de « tomate de mer ». 
La coloration rouge prononcée de l'actinie rouge est due à un pigment de la famille des caroténoïdes, l'actinio-érythrine, proche de l'astaxanthine.

## Morphologie
L'actinie chevaline atteint 6 cm de diamètre, avec au maximum 192 tentacules pointus pouvant atteindre 2 cm, disposés sur six cercles. Son disque basal (ou pied) mesure 5 à 7 cm, sa hauteur peut atteindre 7 cm et son disque oral fait 3 cm de diamètre. 

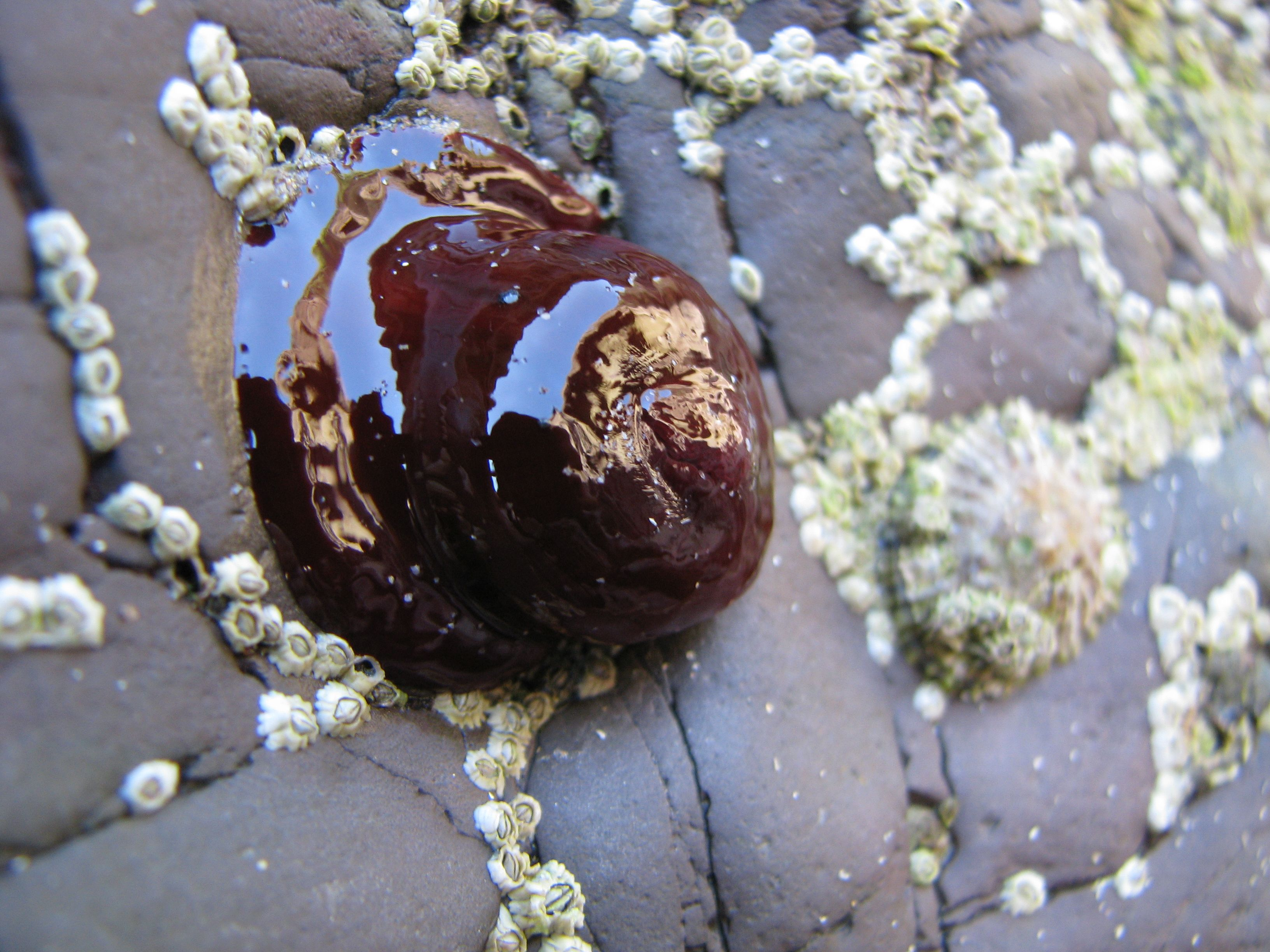
Tomate de mer à marée basse. La rétractation totale des tentacules constitue une adaptation à la dessiccation. N'apparaît plus de l'anémone que le corps contracté, pareil a une petite boule brune collée au rocher.

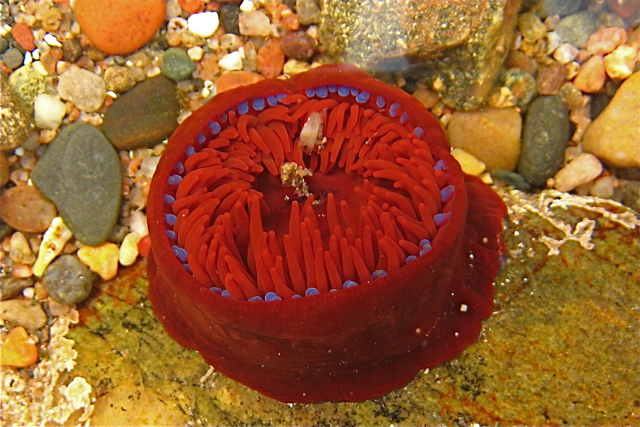
Acrorhages à la base des tentacules.

Cette anémone est rouge carmin avec un disque oral plus clair que la colonne. Toutefois, sa couleur peut varier du rouge au vert en passant par le brun (morphes de coloration). Ses tentacules latéraux sont plus clairs que la colonne sont très urticants pour les petits animaux dont elle se nourrit.
Les tentacules constituent un faible danger pour l'homme, la peau des mains étant trop épaisse pour permettre au venin d'être efficace. Cependant le venin reste sur les doigts et peut créer des brûlures si on se touche le visage ou autre zone de peau sensible (dos des mains, yeux, etc.) après avoir manipulé cette anémone. Les personnes sensibles sont davantage prédisposées aux réactions allergiques causées par ce venin.
Elle est également dotée d'acrorhages ou acrorhagi (du latin acrorhagus issu du grec acro, « extrémité » et rhagos, « grain de raisin »), vésicules bleues très riches en cnidocytes disposées en couronne à la base des tentacules autour du disque buccal. Ces vésicules sont un dispositif de défense en situation de compétition intraspécifique ou interspécifique pour l'occupation de l'espace. Le nombre d'acrorhages augmente (jusqu'à 48) avec l'âge de l'individu.

## Alimentation
Carnivore, cette actinie se nourrit principalement la nuit de détritus organiques, zooplancton, voire de petits poissons et petits crustacés tels que les isopodes et les jeunes crabes. Les espèces vivant au niveau de la surface de l'eau peuvent également se nourrir de moules et d'insectes. Elle capture ses proies en étendant ses tentacules urticants pour les paralyser et les amener à la bouche. Des fragments de macroalgues et de détritus organiques sont observés dans la cavité gastro-vasculaire de cette actinie, mais les biologistes ne savent pas si elle est équipée de la machinerie enzymatique pour les digérer. Il est possible que les micro-algues et les diatomées qui recouvrent ces fragments organiques sont les seuls à être phagocytés par les cellules myoépithéliales endodermiques de la cavité gastro-vasculaire.

## Reproduction
L'Actinia equina est vivipare, c'est-à-dire que les petits naissent déjà formés. Les individus mâles libèrent les spermatozoïdes directement dans l'eau, ces derniers allant ensuite pénétrer le corps d'un individu femelle pour la fécondation.

## Habitat
Elle vit sur les substrats durs, donc sur les fonds rocheux près de la surface. Il lui arrive de rester plusieurs heures émergée, sa forme repliée lui permettant de se survivre hors de l'eau en la protégeant du dessèchement.
L'actinie rouge est essentiellement présente en mer Méditerranée mais peut aussi être observée sur les côtes de l'océan Atlantique, de la Manche et de la mer du Nord.
En aquarium, elle peut vivre plus de 60 ans. 

## Galerie

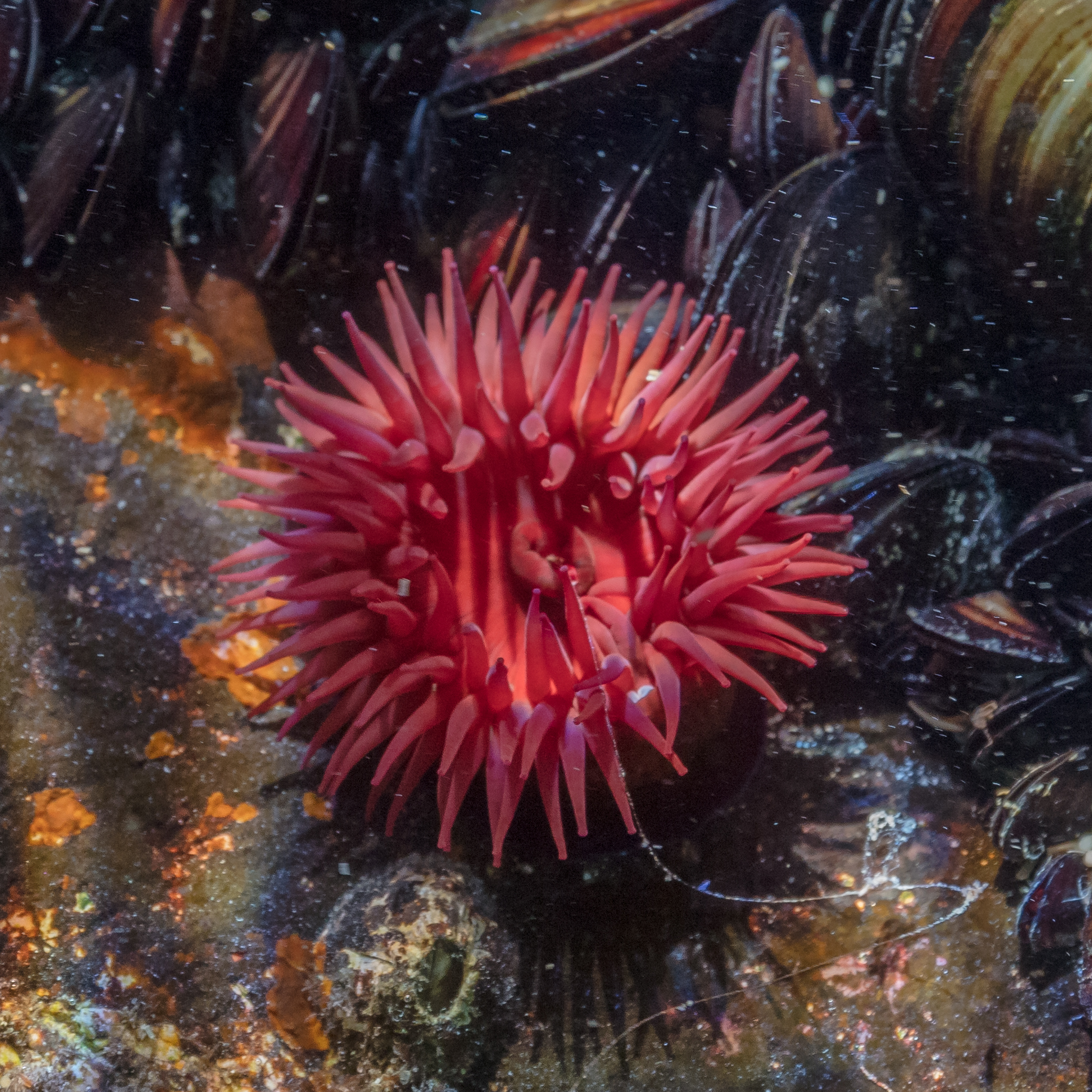
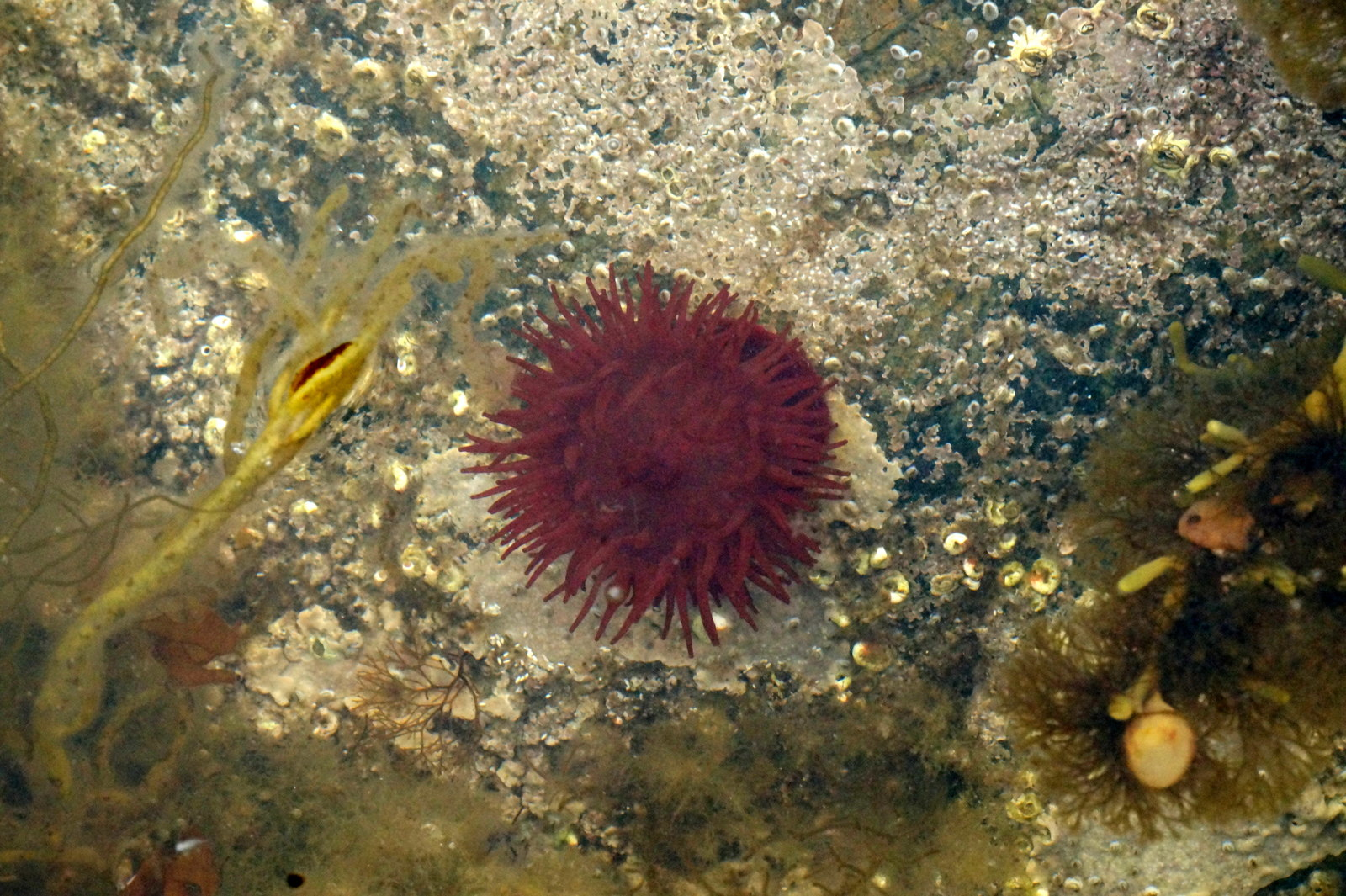
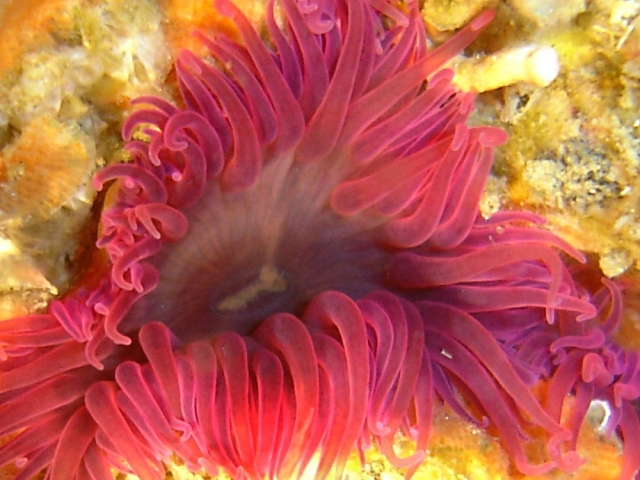
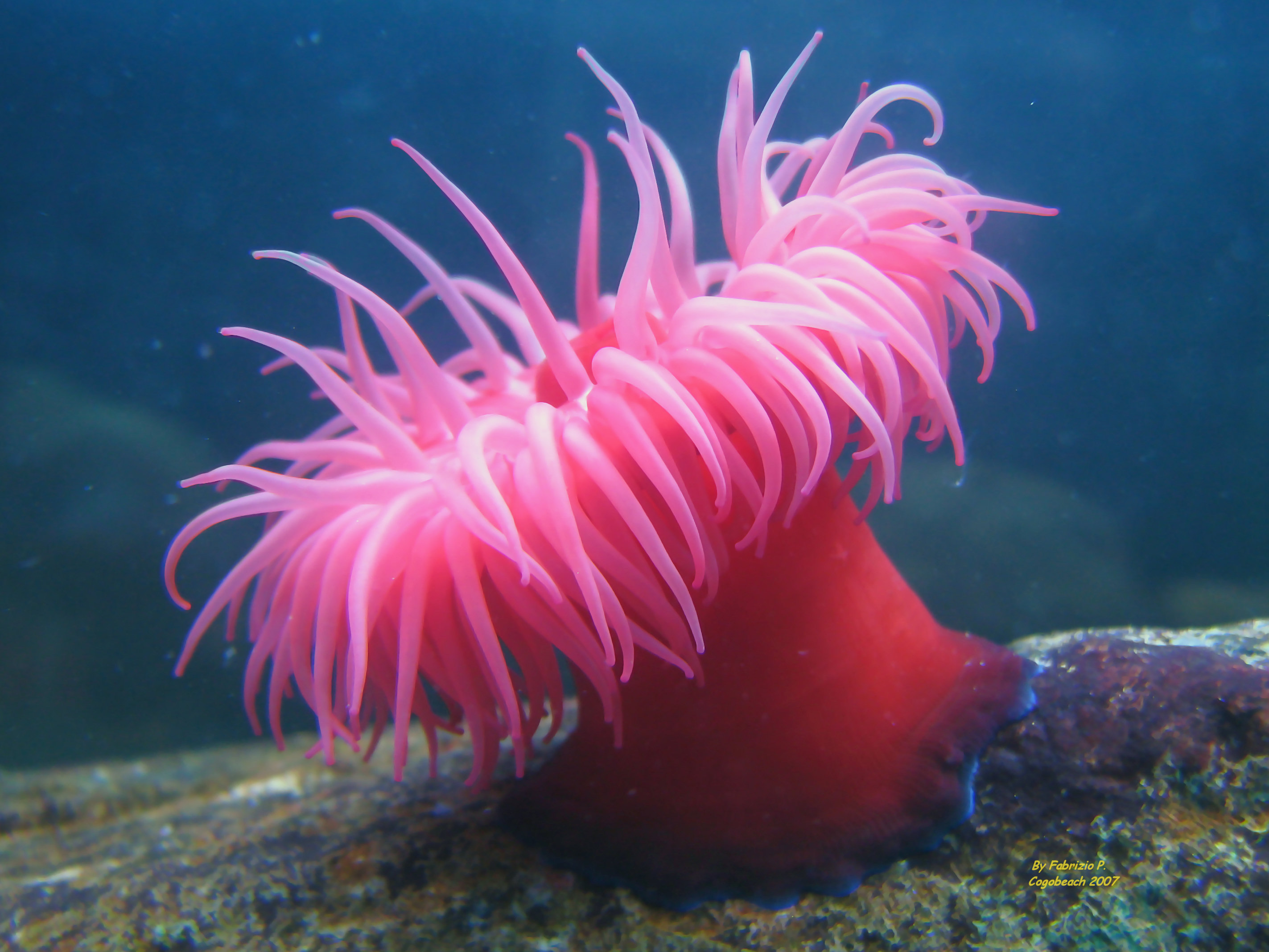
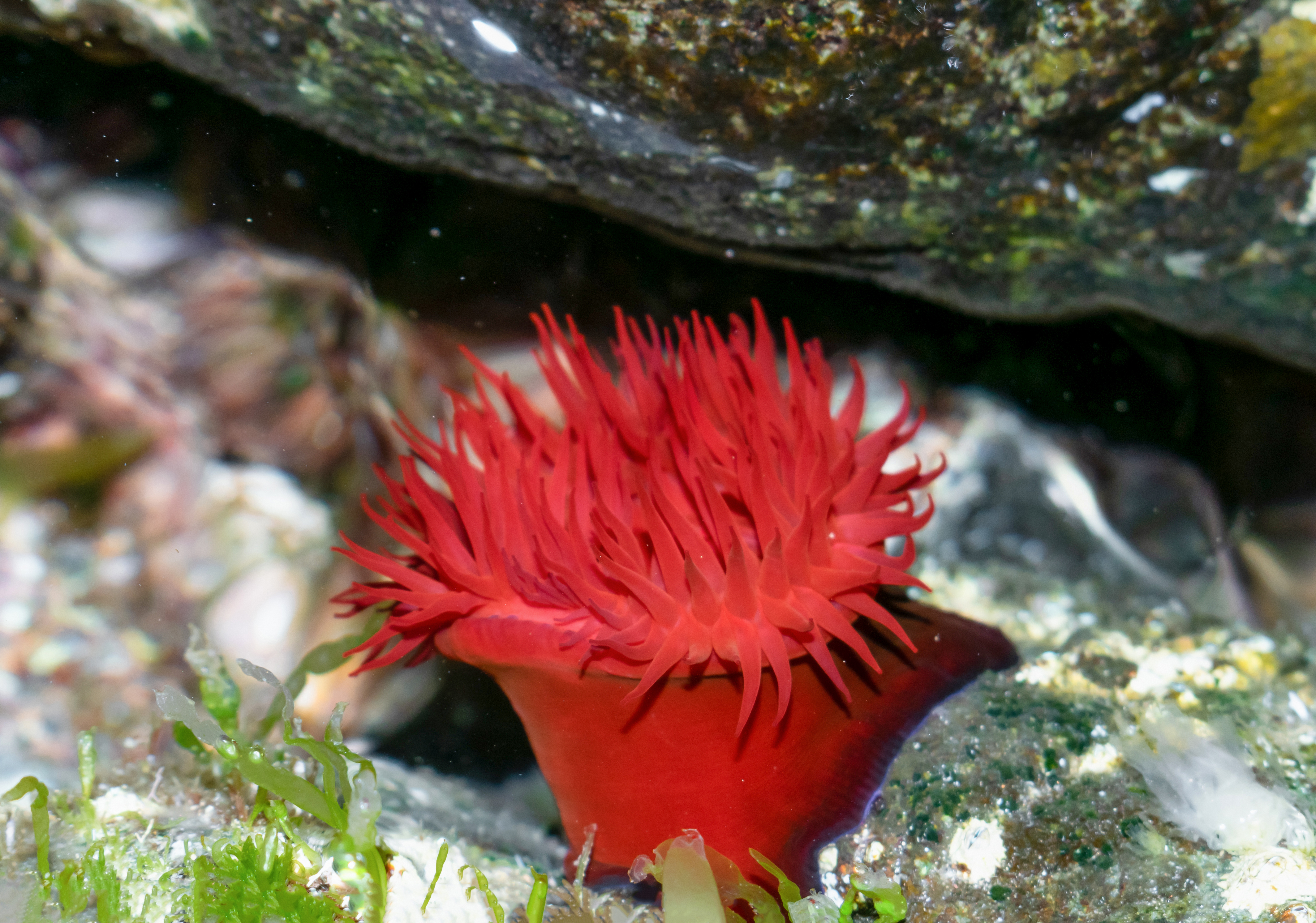